# روبرت تشارلز شامبرز
روبرت تشارلز شامبرز (بالإنجليزية: Robert Charles Chambers)‏ هو محامي وقاضي وسياسي أمريكي، ولد في 1952 في ويليامسون في الولايات المتحدة.